# Zlatý glóbus za nejlepší film (drama)

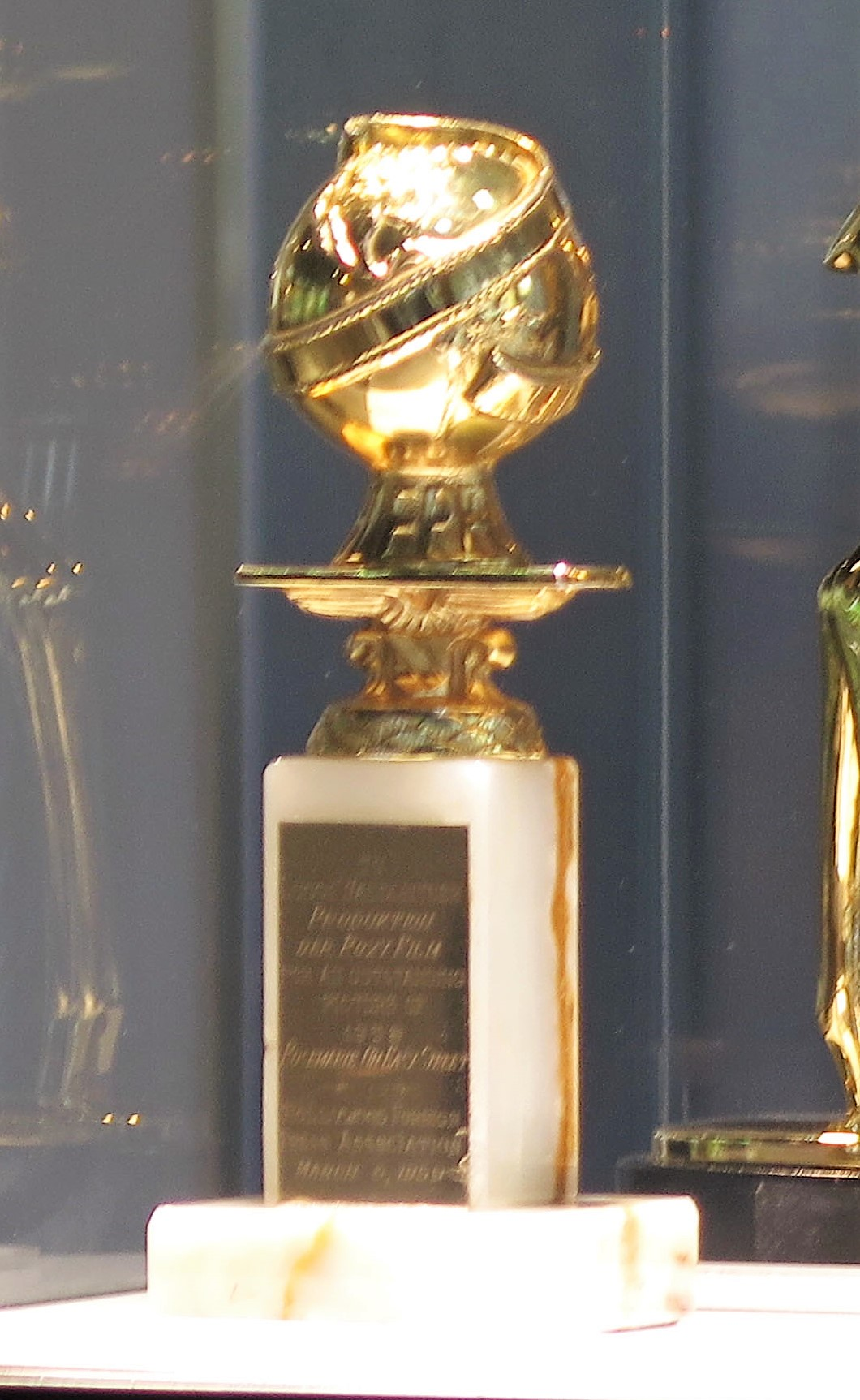
Filmové ocenění Zlatý glóbus, udělované od roku 1944 (od roku 1951 dvě kategorie).

Zlatý glóbus za nejlepší film (drama) každoročně uděluje Asociace zahraničních novinářů v Hollywoodu (angl. Hollywood Foreign Press Association, zkratka HFPA) od roku 1951. Při vzniku ceny v roce 1944 existovala pouze kategorie Nejlepší film, avšak od 9. ročníku jsou ceny udělovány za nejlepší snímky ve dvou kategoriích – drama a komedie/muzikál. Pouze v roce 1953 byl udělen Zlatý glóbus ve společné kategorii.
Následující seznam obsahuje filmy pouze vítězné. Rok u filmu znamená jeho vznik; nikoliv rok, kdy se konal slavnostní ceremoniál. Zahrnuty jsou i filmy udělené před rokem 1951 a to v kategorii Nejlepší film. Má-li film český distribuční název, je uveden pod ním.

## Vítězové

### 1943–1950
- 1943: The Song of Bernadette – režie Henry King
- 1944: Farář u svatého Dominika – režie Leo McCarey
- 1945: Ztracený víkend – režie Billy Wilder
- 1946: Nejlepší léta našeho života – režie William Wyler
- 1947: Džentlemanská dohoda – režie Elia Kazan
- 1948: Johnny Belinda – režie Jean Negulesco a Poklad na Sierra Madre – režie John Huston
- 1949: Všichni královi muži – režie Robert Rossen
- 1950: Sunset Blvd. – režie Billy Wilder

### 1951–1960
- 1951: Místo na výsluní – režie George Stevens
- 1952: Největší podívaná na světě – režie Cecil B. DeMille
- 1953: Roucho – režie Henry Koster
- 1954: V přístavu – režie Elia Kazan
- 1955: Na východ od ráje – režie Elia Kazan
- 1956: Cesta kolem světa za 80 dní – režie Michael Anderson
- 1957: Most přes řeku Kwai – režie David Lean
- 1958: Útěk v řetězech – režie Stanley Kramer
- 1959: Ben Hur – režie William Wyler
- 1960: Spartakus – režie Stanley Kubrick, Anthony Mann

### 1961–1970
- 1961: Děla z Navarone – režie J. Lee Thompson
- 1962: Lawrence z Arábie – režie David Lean
- 1963: Kardinál – režie Otto Preminger
- 1964: Becket – režie Peter Glenville
- 1965: Doktor Živago – režie David Lean
- 1966: Člověk pro každé počasí – režie Fred Zinnemann
- 1967: V žáru noci – režie Norman Jewison
- 1968: Lev v zimě – režie Anthony Harvey
- 1969: Tisíc dnů s Annou – režie Charles Jarrott
- 1970: Love Story – režie Arthur Hiller

### 1971–1980
- 1971: Francouzská spojka – režie William Friedkin
- 1972: Kmotr – režie Francis Ford Coppola
- 1973: Vymítač ďábla –  režie William Friedkin
- 1974: Čínská čtvrť – režie Roman Polański
- 1975: Přelet nad kukaččím hnízdem – režie Miloš Forman
- 1976: Rocky – režie John G. Avildsen
- 1977: Nový začátek – režie Herbert Ross
- 1978: Půlnoční expres – režie Alan Parker
- 1979: Kramerová versus Kramer – režie Robert Benton
- 1980: Obyčejní lidé – režie Robert Redford

### 1981–1990
- 1981: Na Zlatém jezeře – režie Mark Rydell
- 1982: E.T. – Mimozemšťan  – režie Steven Spielberg
- 1983: Cena za něžnost – režie James L. Brooks
- 1984: Amadeus – režie Miloš Forman
- 1985: Vzpomínky na Afriku – režie Sydney Pollack
- 1986: Četa – režie Oliver Stone
- 1987: Poslední císař – režie Bernardo Bertolucci
- 1988: Rain Man – režie Barry Levinson
- 1989: Narozen 4. července –  režie Oliver Stone
- 1990: Tanec s vlky – režie Kevin Costner

### 1991–2000
- 1991: Bugsy  –  režie Barry Levinson
- 1992: Vůně ženy – režie Martin Brest
- 1993: Schindlerův seznam – režie Steven Spielberg
- 1994: Forrest Gump – režie Robert Zemeckis
- 1995: Rozum a cit – režie Ang Lee
- 1996: Anglický pacient – režie Anthony Minghella
- 1997: Titanic – režie James Cameron
- 1998: Zachraňte vojína Ryana – režie Steven Spielberg
- 1999: Americká krása – režie Sam Mendes
- 2000: Gladiátor – režie Ridley Scott

### 2001–2010
- 2001: Čistá duše – režie Ron Howard
- 2002: Hodiny – režie Stephen Daldry
- 2003: Pán prstenů: Návrat krále – režie Peter Jackson
- 2004: Letec – režie Martin Scorsese
- 2005: Zkrocená hora – režie Ang Lee
- 2006: Babel  – režie Alejandro González Iñárritu
- 2007: Pokání – režie Joe Wright
- 2008: Milionář z chatrče – režie Danny Boyle
- 2009: Avatar – režie James Cameron
- 2010: Sociální síť – režie David Fincher

### 2011–2020
- 2011: Děti moje – režie Alexander Payne
- 2012: Argo – režie Ben Affleck
- 2013: 12 let v řetězech – režie Steve McQueen
- 2014: Chlapectví – režie Richard Linklater
- 2015: Revenant Zmrtvýchvstání – režie Alejandro González Iñárritu
- 2016: Moonlight – režie Barry Jenkins
- 2017: Tři billboardy kousek za Ebbingem – režie Martin McDonagh
- 2018: Bohemian Rhapsody – režie Bryan Singer
- 2019: 1917 – režie Sam Mendes
- 2020: Země nomádů – režie Chloé Zhaová

### 2021–2030
- 2021: Síla psa – režie Jane Campion
- 2022: Fabelmanovi – režie Steven Spielberg
- 2023: Oppenheimer – režie Christopher Nolan
- 2024: Brutalista – režie Brady Corbet